# جلال‌الدین شریعت‌یار
جلال‌الدین شریعت‌یار (انگلیسی: Djelaludin Sharityar؛ زادهٔ ۱۵ مارس ۱۹۸۳) یک بازیکن فوتبال اهل افغانستان است.